# Pieter Haaxman
Pieter Haaxman (Den Haag, 24 mei 1854 - Haarlem, 31 januari 1937) was een Nederlandse kunstschilder en tekenaar.

## Leven en werk
Haaxman werd in 1854 geboren als zoon van de rijtuigmaker Andries Jacobus Haaxman en van Anna Wilhelmina Bolland. Haaxman werd opgeleid aan de Koninklijke Academie van Beeldende Kunsten in Den Haag. Hij was een leerling van Herman ten Kate. Net als zijn oom, de schilder Pieter Alardus Haaxman, maakte hij genrevoorstellingen, portretten en figuurvoorstellingen. Daarnaast schilderde hij ook stillevens, interieurs, stadsgezichten, landschappen en miniaturen. In opdracht van koningin Emma en koningin Wilhelmina vervaardigde hij miniaturen van de koninklijke familie.
Werk van Haaxman bevindt zich in het Gemeentemuseum Den Haag en in het Rotterdamse Museum Boijmans Van Beuningen. Hij was lid van de schildersgenootschappen Pulchri Studio in Den Haag en van Arti et Amicitiae in Amsterdam. Aanvankelijk was hij werkzaam in Den Haag. De laatste jaren van zijn leven, vanaf 1930, woonde en werkte hij in Haarlem. Hij overleed aldaar in januari 1937 op 82-jarige leeftijd.

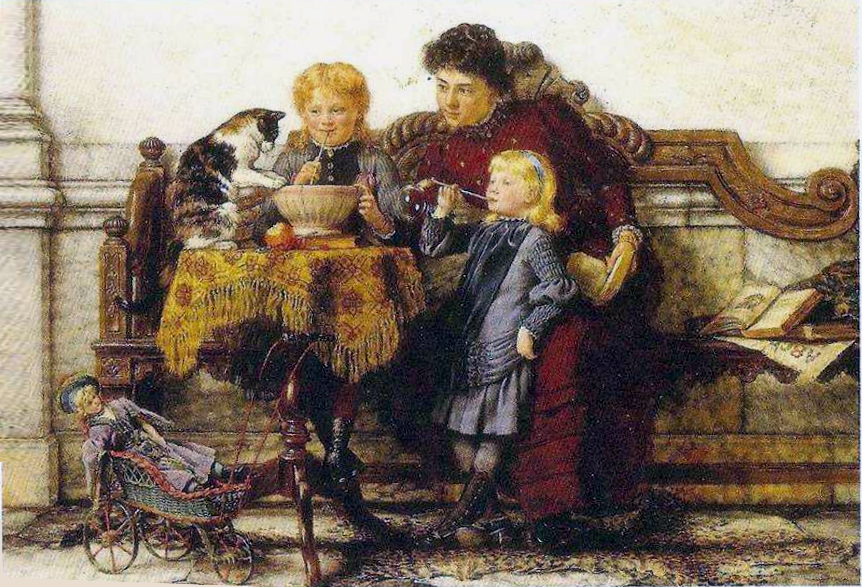
Zeepbellen blazen
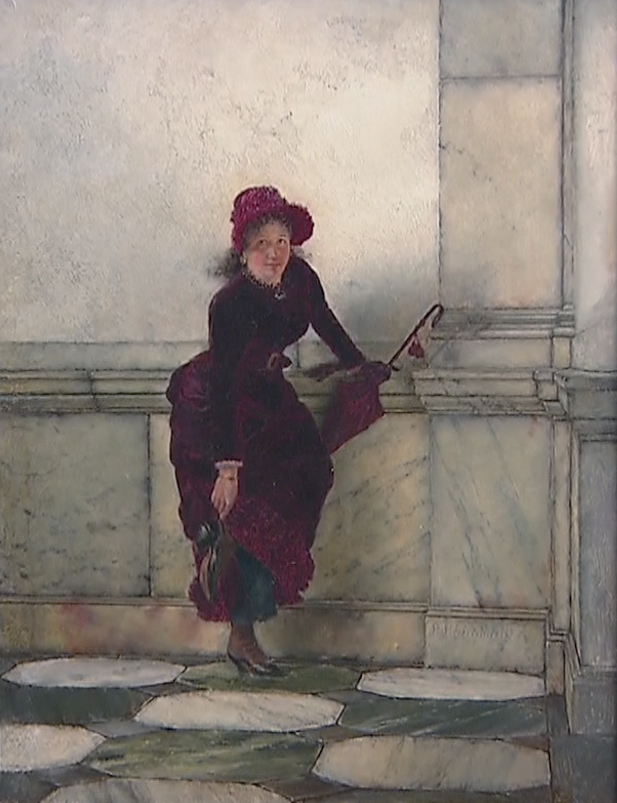
Jonge vrouw die haar schoen in orde brengt
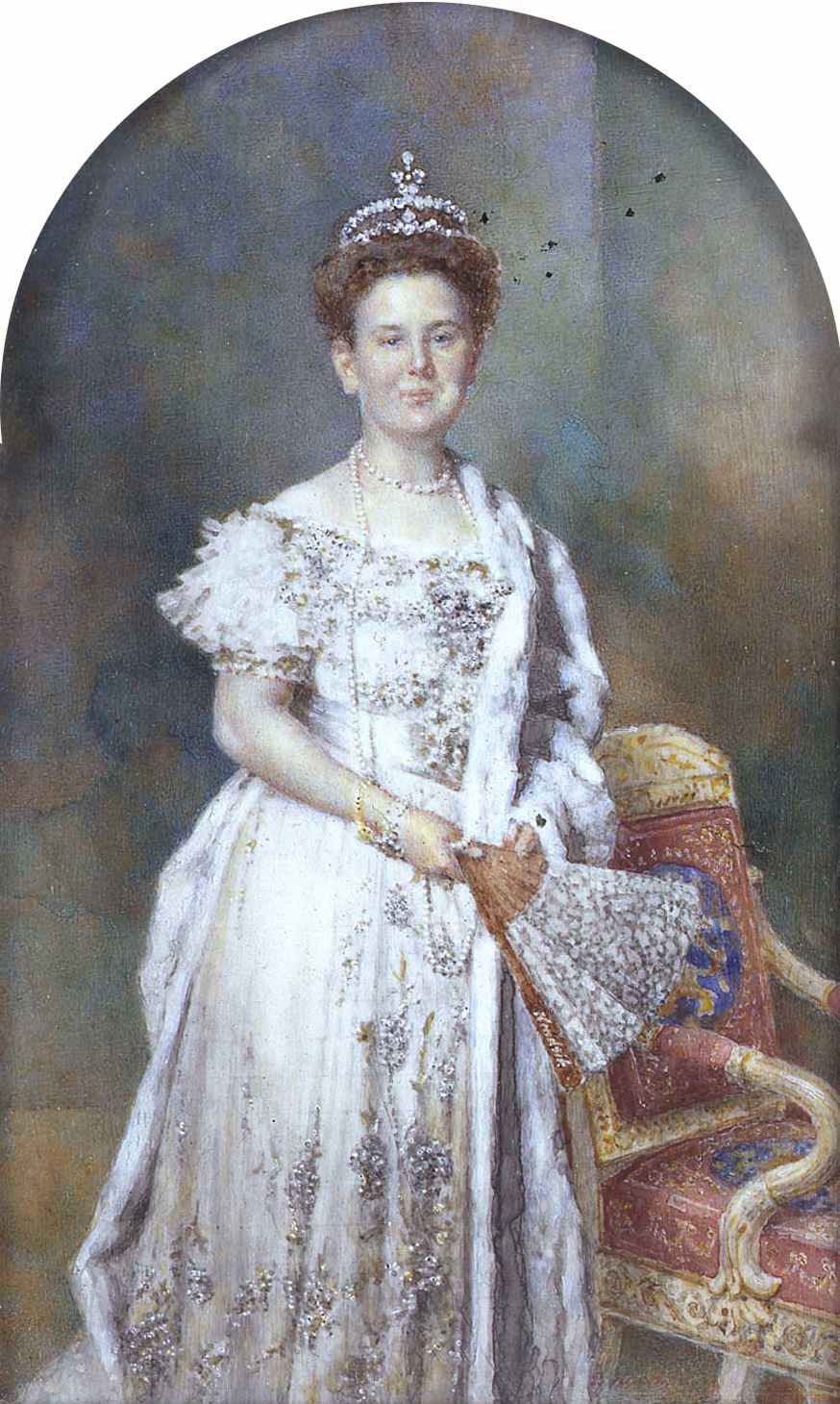
Portret miniatuur van koningin Wilhelmina
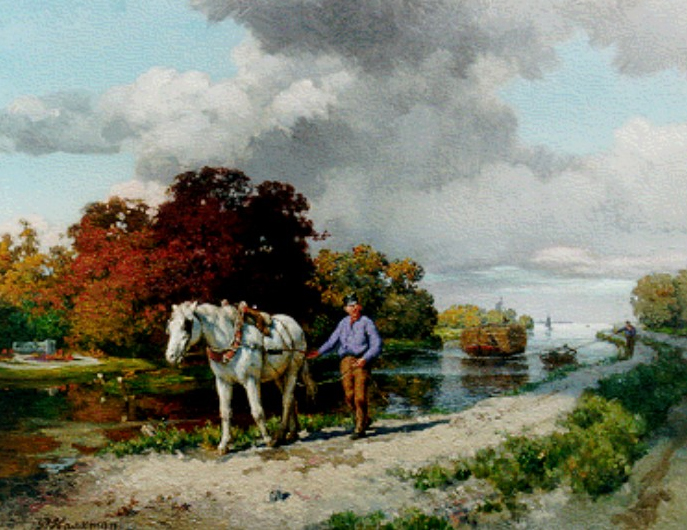
Op het jaagpad

- Biografisch Portaal: 77449543
- RKD-Nederlands Instituut voor Kunstgeschiedenis: 35039
- Union List of Artist Names: 500043350
- Virtual International Authority File: 95964890